# Campeonato Paraguayo de Fútbol 1957
El Campeonato Paraguayo de Fútbol de 1957 fue la cuadragésimo séptima edición del principal torneo de fútbol de Paraguay.
El campeón del torneo fue el Club Olimpia quienes obtuvieron su décimo quinto campeonato en la primera categoría.

## Desarrollo
|  | Campeón.    |
|  | Descendido. |

| Equipo                |
| --------------------- |
| Club Olimpia          |
| Club Libertad         |
| Club Sportivo Luqueño |
| Club Guaraní          |
| Club Sol de América   |
| Club Cerro Porteño    |
| Club Nacional         |
| Club Presidente Hayes |

| Bandera de Paraguay  |
| Campeón Club Olimpia |
| Décimo quinto título |